# غرفة الصحافة

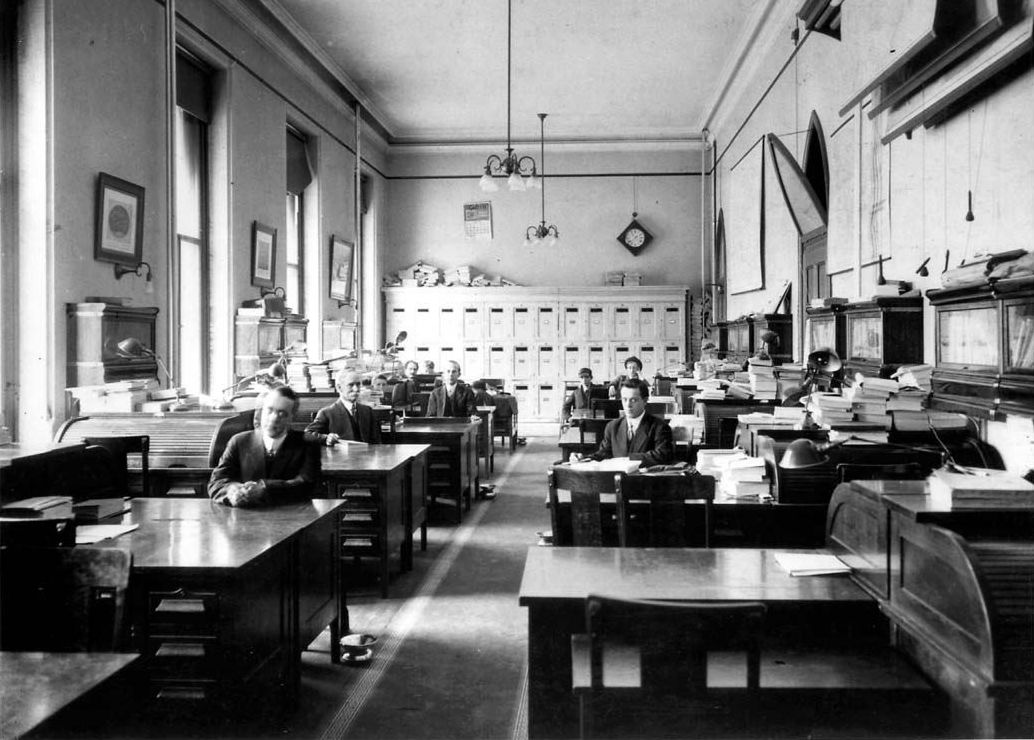
غرفة الصحافة البرلمانية في برلمان أوتاوا، كندا، عام 1916

غرفة الصحافة هي القسم المخصص داخل البرلمان أو الهيئات التشريعية الأخرى الذي يُتيح للصحفيين السياسيين مكانًا للجلوس أو التجمع من أجل متابعة الخطابات والأحداث ثم نقلها إلى الجمهور. غالبًا ما تكون هذه الغرفة إحدى الشرفات المطلة على قاعة الجلسات، وقد تتضمن أيضًا مكاتب منفصلة داخل مباني البرلمان مخصصة لوسائل الإعلام المختلفة، مثل "غرفة الغرباء" في مجلس العموم البريطاني أو "غرفة الصحافة في كانبيرا" في البرلمان الأسترالي.

## نظرة عامة
أسس مجلس الشيوخ الأمريكي أول غرفة صحافة له في عام 1841، وقام كل من مجلس النواب ومجلس الشيوخ بتخصيص غرف للصحفيين عندما انتقلوا إلى مقراتهم الحالية في عامي 1857 و1859 على التوالي. (لم تقم البيت الأبيض بتخصيص غرفة صحافة إلا في عام 1902). تُدار غرف الصحافة في الكونغرس بواسطة مشرفين يعينهم رؤساء الأمن في مجلس النواب ومجلس الشيوخ، بالإضافة إلى لجان المراسلين الدائمة التي ينتخبها الصحفيون.
تم إنشاء أول لجنة دائمة للمراسلين في عام 1879 بهدف إبعاد جماعات الضغط عن غرف الصحافة. وبتصديق من قادة مجلس النواب ومجلس الشيوخ، قام الصحفيون بوضع مجموعة من شروط الاعتماد. كانت بطاقات الصحافة تصدر فقط لأولئك الذين يكون العمل الصحفي هو مصدر دخلهم الرئيسي، والذين يقدمون تقاريرهم عبر التلغراف إلى صحيفة يومية. استهدفت هذه القواعد إبعاد جماعات الضغط، لكنها أخرجت كذلك النساء والأقليات من غرف الصحافة. ففي القرن التاسع عشر، كان على الصحفيات تغطية الأخبار الاجتماعية فقط، وهو نوع من التغطية التي لم تبرر تكلفة إرسال التقارير عبر التلغراف. كما اقتصر الصحفيون الأمريكيون من أصل أفريقي على العمل في الصحافة السوداء التي كانت آنذاك جميعها تصدر أسبوعياً. ولم تتغلب النساء والأقليات على هذه العقبات إلا في أربعينيات القرن العشرين.
في القرن العشرين، منعت القواعد نفسها دخول مراسلي الراديو إلى غرف الصحافة، ما لم يقدموا تقاريرهم أيضاً إلى صحف يومية. واستجابة لشكاوى من المحطات الإذاعية، أنشأ الكونغرس في عام 1939 غرفة للراديو في كل مجلس، والتي تطورت لاحقاً إلى غرف الراديو والتلفزيون. كما أنشأ الكونغرس غرفة للصحافة الدورية خاصة بكتاب المجلات والنشرات، وغرفة لمصوري الصحافة. وبحلول التسعينيات، بدأ مراسلو الإنترنت والمدونون في التقدم بطلبات للحصول على بطاقات الصحافة. وبعد مقاومة أولية، عدلت غرف الصحافة قواعدها لقبول من يكسبون رزقهم من عملهم الصحفي، والذين لا يتلقون تمويلاً من جماعات الضغط.
الصحفيون الذين يشغلون غرف الصحافة يُعرفون باسم "فيلق الصحافة". ويبلغ عددهم الآن الآلاف، ويعتمدون على عمليات صحفية مشابهة في فروع الحكومة الثلاثة. ورغم جهود الحكومة لتسهيل عمل فيلق الصحافة، إلا أن العلاقة بين الصحافة والساسة تبقى جوهرياً علاقة تنافسية، تتخللها شكاوى السياسيين من التحيز وسوء التمثيل، واحتجاجات الصحفيين على محاولات الحكومة التلاعب بالأخبار.

## وصلات خارجية
- Maple Leaf Web: Parliamentary Press Gallery & Canadian Politics نسخة محفوظة 1 أغسطس 2019 على موقع واي باك مشين.
- U. S. Senate Press Gallery Rules